# ابن حجة حموی
ابن حِجَّةُ حُمَوی (۱۳۶۷-۱۴۳۴) شاعر و مؤلف شامی بود.  

## زندگی
نسب کامل او «ابوالمحاسن تقی‌الدین ابوبکر بن علی بن عبدالله حُمَوی أزراری» ذکر شده‌است. نسبتِ أزراری (دکمه‌فروشی) بدین سبب گرفته که در جوانی دکمه‌فروش بوده‌است. در حماة به‌سال ۱۳۶۷/ ۷۶۷ق زاده شد. در دانش‌جویی بسیار جابجا شد، در موصل، دمشق و قاهره درس خواند. در این اثنا، دوستیِ چند تن از ادیبانِ هم‌روزگارش را کسب کرد. در یکی از بازگشتن‌هایش به دمشق، به سال ۱۳۹۰/ ۷۹۱ق، سلطان ظاهر برقوق دمشق را محاصره کرد، سپس ابن حجة به ابن مکانس در این باره نامه‌ای شیوا نوشت.

در روزگار سلطان مؤید سیف‌الدین محمودی، ابن حجه به دیوان انشا درآمد. ناصرالدین محمد بارزی، او را به سِمَتِ «متولی کتابت أمانة السر» (متولی رازداری‌نویسی) گماشت. پس از درگذشت بارزی، ابن حجة به حماة بازگشت (۸۳۰ قمری) و در ۱۵ آوریل ۱۴۳۴/ ۲۵ شعبان ۸۳۷ همان‌جا درگذشت.

## آثار
- خزانة الادب و غایة الأرب؛
- أزهار الأنوار؛
- بلوغ المرام من سیرة ابن هشام و الروض الأنُفُ و الاعلام؛
- بلوغ المُراد من الحیوان و النبات و الجماد؛
- کشف اللثام عن وجه التوریة و الاستخدام؛
- السیرة الشیخیة؛
- ثمرات الأوراق؛
- تأهیل الغریب؛
- قهوة الانشاء؛
- الثمرات الشهیّة من الفواکه الحمویة و الزوائد المصریه؛
- مجری السوابق؛
- تغرید الصادح؛